# Partido Nacionalista Francés
El Partido Nacionalista Francés (en francés: Parti Nationaliste Français; PNF) es un movimiento político nacionalista de extrema derecha establecido en 1983 por exmiembros del Frente Nacional (FN) y las Waffen-SS en torno a la revista Militant, y reactivado en 2015.

## Historia
La organización fue establecida en diciembre de 1983 por Pierre Bousquet, Pierre Pauty, Jean Castrillo, André Delaporte, Patrice Chabaille y Henri Simon, todos exmiembros del FN que habían renunciado del partido por volverse "demasiado conservador" y "demasiado sionista" tras la muerte de François Duprat en 1978. También acusaron a Jean-Pierre Stirbois, miembro en ascenso del FN, de ser judío en secreto. Dos años después de la fundación del Partido Nacionalista en 1985, los radicales se separaron para crear el Partido Nacionalista Francés y Europeo, un grupo neonazi significativo y violento que cesó sus actividades en 1999.
Pauty fue el líder y presidente del PNF. Su objetivo era "organizar a los nacionalistas franceses y difundir legalmente su doctrina", pero la ideología racista de una "Europa blanca desde Brest hasta Vladivostok" no logró convencer al público. Desde principios de la década de 1990, el movimiento se debilitó por la partida de su líder Pierre Pauty para que se uniera a la FN en 1992 y por la muerte de Pierre Bousquet en 1991. En junio de 1995, Pauty obtuvo el 26,2% de los votos en la elección municipal de Saint-Denis, Seine-Saint-Denis. Mientras tanto, la organización quedó inactiva y solo sobrevivió su revista Militant.
Después de la disolución de L'Œuvre Française en 2013, su presidente Yvan Benedetti, junto con André Gandillon, redactor jefe de Militant, reactivaron el Partido Nacionalista Francés como un nuevo comienzo para la asociación prohibida. En septiembre de 2015, Benedetti hizo un llamamiento a todos los miembros de L'Œuvre para que se unieran al partido, del cual él es el portavoz.